# Borneói csutakfarkú poszáta
A borneói csutakfarkú poszáta (Urosphena whiteheadi) a verébalakúak (Passeriformes) rendjébe, ezen belül a Cettiidae családba és az Urosphena nembe tartozó faj. 9-10 centiméter hosszú. Borneó hegyvidéki erdőiben él, 800-3150 méteres tengerszint feletti magasságon. Kis gerinctelenekkel táplálkozik.

## Fordítás
- Ez a szócikk részben vagy egészben  a   Bornean stubtail című angol Wikipédia-szócikk fordításán alapul.  Az eredeti cikk szerkesztőit annak laptörténete sorolja fel. Ez a jelzés csupán a megfogalmazás eredetét és a szerzői jogokat jelzi, nem szolgál a cikkben szereplő információk forrásmegjelöléseként.